# اگرگار
اگرگار یک سکونتگاه مسکونی در موریتانی است.